# Spathosterninae
Sous-famille
Les Spathosterninae sont une sous-famille d'insectes orthoptères de la famille des Acrididae.

## Distribution
Les espèces de cette sous-famille se rencontrent en Afrique, dans le Sud de l'Asie et en Australie.

## Liste des genres
Selon Orthoptera Species File (27 octobre 2018) :
- Laxabilla Sjöstedt, 1934
- Paraspathosternum Ramme, 1929
- Spathosternum Krauss, 1877

## Publication originale
- Rehn, 1957 : Grasshoppers and Locusts (Acridoidea) of Australia. vol. 3, Family Acrididae: subfamily Cyrtacanthacridinae, tribes Oxyini, Spathosternini, and fraxibulini. CSIRO, p. 1–326.